# Нигам, Сону
Сону Нигам (хинди  सोनू निगम, англ. Sonu Nigam; род. 30 июля 1973 года, Нью-Дели, Индия) — индийский закадровый певец, чей голос звучит преимущественно в фильмах на хинди (Болливуд). Также записал несколько песен для фильмов на каннада, малаялам, маратхи, панджаби, телугу, тамильском языке и фильмов Пакистана на урду.

## Биография
Сону родился в семье Агама и Шобхи Нигам в городе Фаридабад. Его отец родом из Агры, а его мать из Гархвала. Имеет младшую сестру Тишу, которая пошла по стопам брата.
Сону начал петь в возрасте четырех лет, исполнив вместе с отцом на сцене песню Мохаммеда Рафи «Kya Hua Tera Wada». После этого он поддерживал его отца на разных мероприятиях. Актёрская карьера Сону началась в 10 лет, когда он сыграл сына главных героев в фильме Kaamchor (в тирах значился как Мастер Сону). Затем он сыграл юные версии главных героев в нескольких фильмах, включая Betaab. Переехав в Мумбаи вместе с отцом, он начал карьеру в качестве певца в 18 лет. Являлся учеником известного певца Устада Гулама Мустафы Хана.
Его первой официальной песней стала «O Aasman Wale» для фильма Aaja Meri Jaan (1993). Сону также записывал заглавный трек к тому же фильму, но в итоге его исполни другой певец — С. П. Баласубрананьям.
Он поёт не только на хинди, но и на каннада. Первую каннада-язычную песню «Yello Yaro Hego» Нигам записывал для фильма Jeevanadhi, позже песня стала популярной. После этого он записал более 600 песен и стал одним из самых популярных певцов музыкальной индустрии на каннада. Позже он сказал, что он считает песни на каннада, более чувственными чем на хинди.

## Личная жизнь
15 февраля 2002 года Сону женился на Мадхуриме Мишра, имеет сына Нивана.

## Фильмография

### В качестве закадрового певца
Хинди
- 1995 — Hulchul — «Bando Pe Apne Ae Daata» (дуэт с Садханой Саргам)
- 1997 — «Обманутые надежды» — «Yeh Dil Deewana»
- 1998 — «Любовь с первого взгляда» — «Satrangi Re» (дуэт с Кавитой Кришнамурти)
- 1998 — China Gate — «Hum Ko To Rahna Hai Ek Duje Ke Sath» (трио с Винодом Ратходом и Харихараном), «Is Mitti Ka Karz»
- 2000 — «В поисках брата» — «Tu Hawa Hai»
- 2001 — «Чужой ребёнок» — «Deewana Hai Yeh Mann» (дуэт с Алкой Ягник), «No. 1 Punjabi»
- 2001 — «И в печали, и в радости» — «Suraj Hua Maddham»
- 2003 — «Наступит завтра или нет» — «Kal Ho Na Ho», «Maahi Ve»
- 2004 — «Я рядом с тобой!» — «Main Hoon Na», «Tumse Milkar»
- 2004 — «Вир и Зара» — «Do Pal» (дуэт с Латой Мангешкар)
- 2004 — Aan: Men at Work — «Hum Aapse» (дуэт с Алкой Ягник), «Koi Pyar Na Kare» (дуэт с Шреей Гхошал)
- 2004 — «Не всё потеряно» — «Betab Dil Hai»
- 2006 — «Слепая любовь» — «Mere Haath Mein», «Dekho Na» (дуэт с Сунидхи Чаухан)
- 2006 — «Никогда не говори „прощай“» — «Kabhi Alvida Naa Kehna» и «Tumhi Dekho Naa» (дуэт с Алкой Ягник)
- 2007 — «Когда одной жизни мало» — «Main Agar Kahoon»
- 2008 — «Эту пару создал Бог» — «Phir Milenge Chalte Chalte»
- 2008 — «Джодха и Акбар» — «Inn Lamho Ke Daaman Mein»
- 2009 — «Жертва» — «Shukran Allah»
- 2009 — «3 идиота» — «Aal Izz Well» (трио с Шааном и Сванандом Киркире), «Zoobi Doobi» (дуэт с Шреей Гхошал)
- 2010 — «Бесстрашный» — 	«Chori Kiya Re Jiya» (дуэт с Шреей Гхошал)
- 2010 — «Я люблю тебя, мамочка!» — «Hamesha & Forever»
- 2012 — «Огненный путь» — «Abhi Mujh Mein Kahin»
- 2014 — «Пикей» — «Love Is a Waste of Time», «Bhagwan Hai Kahan Re Tu»
- 2018 — Paltam — «Raat Kitni», «Main Zinda Hoon»

Каннада
- 2010 — Kichha Huchha — «Nudisale» (дуэт с Анурадхой Шрирам)
- 2010 — «Джеки» — «Eradu Jadeyannu» (дуэт с Шреей Гхошал)
- 2012 — «Анна Бонд» — «Enendu Hesaridali» (дуэт с Шреей Гхошал)
- 2013 — Googly — «Neenirade»
- 2013 — Bachchan — «Sadaa Ninna» (дуэт с Шреей Гхошал)
- 2013 — Bulbul — «Jagadalliro Huchcha»
- 2013 — Kaddipudi — «Soundarya Samara»
- 2017 — «Принц» — «Saagarada Alegu»

Региональные
- 1998 — «Невинная ложь» (там.) — «Vaarayo Thozhi»
- 2007 — Kireedam (там.) — «Vizhiyil Un Vizhiyil»
- 2010 — Kandahar (малаял.) — «Aye Janani»
- 2014 — Sanngto Aika (мар.) — «Datale Abhaal»
- 2019 — Chaka Jeevi Laiye! (гудж.) — «Pa Pa Pagli»

### В качестве актёра
| Год  |   | Русское название | Оригинальное название           | Роль          |
| ---- | - | ---------------- | ------------------------------- | ------------- |
| 1982 | ф |                  | Ustadi Ustad Se                 | Young Raju    |
| 1983 | ф |                  | Betaab                          | Young Sunny   |
| 1983 | ф |                  | Hum Se Hai Zamana               | Young Shiva   |
| 1983 | ф |                  | Taqdeer                         | Young Shiva   |
| 1986 | ф |                  | Krishna Krishna                 | Судхама       |
| 1987 | ф |                  | Pyaara Dushman                  | Маниш Кхаднья |
| 1992 | ф |                  | Kaamchor                        | Сону          |
| 2002 | ф |                  | Jaani Dushman: Ek Anokhi Kahani | Vivek Saxena  |
| 2003 | ф |                  | Kash Aap Hamare Hote            | Jai Kumar     |
| 2004 | ф |                  | Love in Nepal                   | Абби          |